# Vissarion Sjebalin

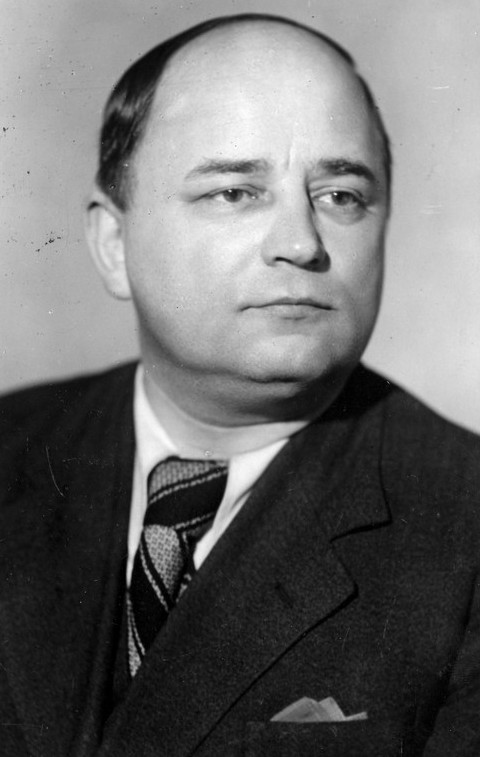
Vissarion Sjebalin in 1948

Vissarion Yakovlevitsj Sjebalin (Russisch: Виссарион Яковлевич Шебалин), (11 juni 1902 (OS 29 mei 1902) – 29 mei 1963) was een Russische componist.

## Biografie
Sjebalin, ook gespeld als Shebalin, werd in Omsk geboren. Zijn ouders waren beide leraren. Sjebalin studeerde aan de plaatselijke muziekschool en toen hij 20 jaar oud was, volgde hij het advies van zijn muziekleraar op, en reisde naar Moskou om zijn composities aan Reinhold Glière en Nikolaj Mjaskovski te laten zien. Beide componisten loofden Sjebalin’s werk en adviseerden hem zich op het Conservatorium van Moskou verder in het vak te bekwamen. Hij studeerde daar in 1928 af. Zijn afstudeeropdracht was zijn Symfonie nr.1 op.6 en deze werd opgedragen aan zijn leraar Mjaskovski.
In de jaren 1920 was Sjebalin lid van de Vereniging van Hedendaagse Muziek (ASM) en lid van een informele Moskouse groep van musici die de ‘Lamm groep’ werd genoemd naar de toen zeer bekende leraar Pavel Lamm van het Moskouse Conservatorium. Deze musici kwamen onregelmatig in Lamm’s woning samen en bestudeerden en becommentarieerden elkaars muziek; tevens voerden ze daar werken uit.
Sjebalin werkte na zijn afstuderen als muziekleraar in het conservatorium en in 1935 werd hij het hoofd van de compositieklas van de Gnessin Staatsacademie voor Muziek. Sjebalin was een van de oprichters van de Bond van Sovjetcomponisten en diens voorzitter in 1941 en 1942. Tijdens de jaren 1942-48 was Shebalin directeur van het Moskouse Conservatorium en artistiek directeur van de Centrale Moskouse Muziekschool. Bekende studenten van Sjebalin zijn Tichon Chrennikov, Edison Denisov, Grigory Frid en Karen Chatsjatoerjan.
In 1948 werd hij door partijfunctionaris Andrej Zjdanov sterk bekritiseerd en Sjebalin werd in hetzelfde formalistenrijtje als Sjostakovitsj, Prokofjev, Chatsjatoerjan, Popov en Mjaskovski gezet. In tegenstelling tot de muziek van deze collega’s nam de belangstelling voor Sjebalin’s muziek, die verre van formalistisch is, sterk af.
In 1953 kreeg Shebalin een beroerte en een tweede in 1959 waarna hij niet meer kon spreken. Ondanks deze tegenslagen slaagde hij er in zijn vijfde symfonie te voltooien. Hij overleed in 1963 aan een derde beroerte. Sjostakovitsj noemde Sjebalin’s laatste symfonie ‘een briljant creatief werk, boordevol emotie, optimisme en leven’.

## Composities
Sjebalin geldt als een van de best opgeleide en erudiete componisten van zijn generatie; zijn serieuze en intellectuele stijl en een zeker academisch benadering van componeren – zijn composities zijn altijd ‘volgens de regels der kunst’ – verbinden hem met het werk van Mjaskovski. Hij was een nabije vriend van Sjostakovitsj die zijn 2de strijkkwartet aan hem opdroeg. Sjebalin componeerde:
- 5 symfonieën: nr.1 op.6; nr.2 op.11; nr.3 op.17; nr.4 op.24 (opgedragen aan de helden van Perekop); nr.5 op.56
- De dramatische symfonie ‘Lenin’ op.16, 1932.
- 2 opera’s: ‘De Zon boven de Steppe’, op.27; ‘De getemde Feeks’, naar Shakespeare, op.46
- de cantate ‘Moskou’, op.38, 1946.
- Een vioolconcert op.21, 1940.
- 8 strijkkwartetten: nr. 1 op.2; nr.2 op.19; nr.3 op.28; nr.4 op.29; nr.5 op.33; nr.6 op.34; nr.7 op.41; nr.8 op.53
- Een sinfonietta op.43.
- Orkestsuites: nr.1 op.18; nr.2 op.22; nr.3 op.61; nr.4 op.62 – deze beide laatste samengesteld door Lev Feigin op basis van Sjebalin’s toneelmuziek.
- Daarnaast voltooide hij de opera ‘De Jaarmarkt van Sorotsjinski’ van Modest Moessorgski.

#### Onderscheidingen
Sjebalin werd met de Stalinprijs onderscheiden in 1943 (eerste klas voor zijn Slavisch kwartet) en in 1947 voor zijn cantate ‘Moskou’ (ook eerste klas). In 1942 werd hij ‘Verdienstelijke Artiest van de Sovjet-Unie’, ‘Artiest van het Volk van de Sovjet-Unie’ in 1947, ontving de Leninorde in 1946 en eerder de Orde van de Rode Vlag van de Arbeid in 1944.

#### Opnames
Het heden niet meer actieve Britse platenlabel Olympia heeft in de jaren 1990 meerdere CD’s uitgegeven met opnames van Sjebalin’s muziek. Alle symfonieën, het vioolconcert, de Lenin symfonie, enkele strijkkwartetten en ouvertures en andere gelegenheidswerken zijn beschikbaar. Het label Toccata classics is in 2012 begonnen met de opname van enkele orkestwerken waaronder de orkestsuites.
- Biblioteca Nacional de España: XX1639776
- Bibliothèque nationale de France: cb13974082q (data)
- Gemeinsame Normdatei: 124571360
- International Standard Name Identifier: 0000 0001 0887 0551
- Library of Congress Control Number: n81120355
- Nationale Bibliotheek van Letland: 000057032
- MusicBrainz: a4966aba-9075-466e-94c7-2470f6cdd9d0
- Nationale Bibliotheek van Tsjechië: kup20000000098047
- Nationale Bibliotheek van Israël: 987007283529305171
- Nederlandse Thesaurus van Auteursnamen: 07340053X
- LIBRIS: 400875
- SNAC: w6cs7w2g
- Système universitaire de documentation: 160743532
- Trove: 1113094
- Virtual International Authority File: 34651427
- WorldCat: E39PBJwHm9TmjfG7fDDhV8dG73